# Botryllophilus conicus
Botryllophilus conicus is een eenoogkreeftjessoort uit de familie van de Botryllophilidae. De wetenschappelijke naam van de soort is voor het eerst geldig gepubliceerd in 1994 door Conradi, Lopez-Gonzalez & Garcia-Gomez.